# Getto w Turce
Getto w Turce – getto dla ludności żydowskiej zorganizowane przez okupacyjne władze hitlerowskie w czasach II wojny światowej w mieście Turka. 
W 1939 roku w Turce mieszkało 4,5 tys. Żydów. W lipcu 1941 roku władze niemieckie ustanowiły Judenrat i żydowską policję oraz przeprowadziły rejestrację ludności żydowskiej. Żydom skonfiskowano cenniejszy majątek; zmuszeni oni byli do „dobrowolnego” wykonywania różnych prac na rzecz okupanta.
Jeszcze przed utworzeniem getta, w dniach 7-10 stycznia 1942 roku oddział SD z Drohobycza przy pomocy ukraińskiej policji rozstrzelał co najmniej 300 Żydów z Turki. Egzekucja odbyła się w pobliżu wsi Borym.
Przypuszczalnie na wiosnę 1942 roku Niemcy w Turce utworzyli otwarte getto. W lipcu tego roku do getta dosiedlono Żydów z okolicznych wsi. 5 sierpnia 1942 roku pięcioosobowy oddział SD z Drohobycza działając wraz z żandarmerią i ukraińską policją dokonał deportacji 5 tys. Żydów z Turki do obozu śmierci w Bełżcu. W trakcie tej akcji zabito na miejscu dziesiątki osób a także 150 Żydów wysłano do obozu janowskiego. Według innej wersji deportacja odbyła się w dniach 22-26 sierpnia i objęła 6 tys. osób. W getcie pozostawiono kilkuset mieszkańców.
15 września 1942 roku 385 pozostałych w getcie Żydów wywieziono do Stryja a reszcie nakazano przenieść się do Sambora. Na tych, którzy tego rozkazu nie wypełnili i ukrywali się w getcie, urządzano regularne obławy. Złapanych żandarmi i ukraińscy policjanci rozstrzeliwali na żydowskim cmentarzu.
Według encyklopedii „Holokaust na terytorium ZSRR” w 1990 roku w Turce postawiono pomnik ofiar Holocaustu; jednak według strony internetowej Żydowskiego Instytutu Historycznego pomnik taki nie istnieje.